# Опорный пункт
Опорный пункт — термин в военном деле означающий:
1. в тактике — участок местности, часть оборонительных позиций (района обороны), оборудованного в инженерном отношении, наиболее насыщенный огневыми средствами и приспособленный к круговой обороне[1][2][3].
2. в военной политике — военная база или военный аэродром, расположенные вблизи границ геополитического противника[4][5][6].

## Опорный пункт в иных языках
В английской военной терминологии используются на равных правах три термина:
1. англ. strong point[7]
2. англ. stronghold — опорный пункт; узел сопротивления; оплот[7]
3. англ. foothold — опорный пункт; плацдарм; точка опоры[5][7]

"By beefing up its assistance to Assad now and reinforcing its own military presence, Russia can buy him space and time to facilitate a negotiated political settlement that secures Moscow’s interests: a strategic foothold on the Mediterranean and a position of influence inside Syria and in the wider region, one that prevents the state from further devolving into a breeding ground for terrorism.— Putin Doesn’t Care if Assad Wins. It’s About Russian Power Projection.

«Усилив помощь Асаду и собственное военное присутствие, Россия может выиграть для него время, чтобы облегчить переговоры по политическому урегулированию с учётом интересов Москвы, а именно: стратегический опорный пункт в Средиземноморье и влияние внутри Сирии и в регионе в целом, что предотвратит дальнейшее превращение государства в гнездовье терроризма.»— Путину все равно, победит ли Асад. Речь идет о российском проецировании силы.
фр. point d'appui — также в более широком смысле укреплённый район или крепость. К примеру: Point d’appui de Las Planas  или Point d’appui de Pelousette

## История

### Период доXX века
В период до XX века опорные пункты в современном понимании — не существовали. Военачальники не создавали в тылу оборонительной линии укреплённые в инженерном плане позиции, где могли бы располагаться резервные формирования. В ходе военных пограничных конфликтов опорными пунктами можно было с оговоркой назвать крепости и форты в приграничной местности, находившиеся в тактической близости от оборонявшихся войск, которые могли способствовать войскам на передовой огневой поддержкой, выделением людских ресурсов и снабжением боеприпасами, провизией и фуражом. Но в случае дальнейшего продвижения противника вглубь территории и отступления обороняющихся войск от границы — подобные объекты не могли являться опорными пунктами.
Также за опорные пункты в указанный период можно считать редуты. Подобное укрепление было рассчитано на круговую оборону. Но в связи с развитием артиллерии в начале XX века военные отказались от построения оборонительной линии возведением редутов.

### Первая мировая война
В первую мировую войну 1914—1918 годов под опорным пунктом понимались отдельные пункты укреплённой позиции на местности, оборудованные для самостоятельной обороны так, что их можно было удерживать обороняющимся длительное время, даже после того как противник уже занял прилегающие к ним отдельные участки позиции, и с которых возможно было вести огонь по этим занятым участкам для затруднения закрепления неприятеля на них и не дать ему возможностей для дальнейшего захвата как в глубину, так и во фланги оборонительных позиций. Тем самым давалась возможность собрать силы для контратаки оборонявшимся. Гарнизон опорного пункта был постоянным, должен был всегда находиться в опорном пункте и, кроме своего прямого назначения, ни в каких боевых действиях участия не принимал. Опорные пункты могли быть постоянными или же входить в центры сопротивления или узлы сопротивления. Гарнизон опорного пункта обычно составляла рота, усиленная пулемётными командами.

### Вторая мировая война
В Великую Отечественную войну под опорным пунктом понимают участок местности во взводном районе обороны, удержание которого обеспечивало прочность обороны района. Для этого опорный пункт приспосабливался к круговой обороне, так чтобы держать под огнём всю полосу перед передним краем, внутри района обороны и в тылу района обороны, а также что бы была возможность сосредотачивать огонь всех огневых средств взвода на флангах и наиболее опасных направлениях нападения противника. Занимался несколькими отделениями со средствами усиления. Важнейший из взводных опорных пунктов становился главным опорным пунктом стрелковой роты, он располагался тактически наиболее выгодно, наиболее сильно укреплялся в инженерном отношении и усиливался приданными огневыми средствами, в том числе противотанковыми и противовоздушными.

Оборона немцев, как правило, основана на системе узлов сопротивления. Каждый из них включает в себя несколько опорных пунктов, связанных между собой системой фланкирующего и перекрестного огня. Если же опорные пункты расположены далеко один от другого, то промежутки заполняются отдельными огневыми точками, различными препятствиями (преимущественно минными полями), автоматчиками, прикрываются миномётным и артиллерийским огнём.

Опорные пункты создаются главным образом в населённых пунктах, а также в лесах и на командующих высотах.— Полковник А. Борисов, Захват неприятельского опорного пункта, серия «В помощь командиру Красной Армии», Военное издательство Народного комиссариата обороны, Москва — 1943 год
В настоящее время опорный пункт — это участок местности, обороняемый мотострелковой (танковой) ротой или взводом, насыщенный инженерными заграждениями, огневыми средствами и подготовленный для круговой обороны. Взводный опорный пункт является частью ротного опорного пункта. При создании ротного опорного пункта используются участки местности, обеспечивающие хорошее наблюдение и условия для ведения эффективного огня по наступающему противнику. В опорном пункте отрываются окопы, которые в дальнейшем соединяются в участки траншей, оборудуются огневые позиции для артиллерии, танков, противотанковых и противовоздушных средств, укрытия для личного состава, устраиваются различные заграждения, организуется система огня, обеспечивающая сплошной многослойный огонь на наиболее вероятных направлениях наступления противника. Все оборонительные сооружения тщательно маскируются.

## Виды
В зависимости от формирования, различаются следующие опорные пункты:
- Взводный опорный пункт

Опорный пункт это участок местности, часть оборонительных позиций (района обороны), мотострелкового взвода состоит из позиций стрелковых отделений (основных и запасных позиций), командно-наблюдательного пункта (КНП) взвода, позиций штатных (БМП, БТР) и приданных подразделений (огневых средств), района расположения группы боевых машин (БМП, БТР). Может занимать до 400 м по фронту и до 300 м в глубину.
Промежутки в зависимости от местности между взводными опорными пунктами могут быть до 300 метров, а между позициями отделений — до 50 метров. Они должны находиться под непрерывным наблюдением, прикрываться огнём и инженерными заграждениями. Машины мотострелкового взвода на автомобилях располагаются за вторым эшелоном (резервом) мотострелкового батальона вместе с подразделением обеспечения.
Опорный пункт танкового взвода состоит из огневых позиций танков, а при усилении мотострелковым отделением — и его боевой позиции. В опорном пункте мотострелкового (танкового) взвода и на его флангах могут занимать огневые позиции противотанковые средства и танки, не подчиненные командиру взвода. Командир взвода должен знать задачи этих средств и поддерживать с ними тесное взаимодействие.
- Ротный опорный пункт

Ротный опорный пункт обороняется мотострелковой (танковой) ротой и состоит из взводных опорных пунктов, позиций огневых средств штатных (БМП, БТР) и приданных подразделений. Может занимать до 1500 метров по фронту и до 1000 метров в глубину обороны. Ротные опорные пункты подготовленные к круговой обороне составляют основу батальонного района обороны. Резерв располагается в отдельном опорном пункте. В промежутках между ротными опорными пунктами готовятся места для засад. При обороне также устраиваются ложные ротные опорные пункты для введения наступающего противника в заблуждение. Командно-наблюдательный пункт командира мотострелковой (танковой) роты располагается позади опорных пунктов взводов на удалении до 800 метров от переднего края. Так же предусмотрены основные, запасные и отсечные позиции, окопы БМП (БТР), позиции (окопы) огневых средств усиления и поддержки (приданных средств), всевозможные заграждения, минные поля (противопехотные и противотанковые), медицинский пункт, пункты боепитания и водоснабжения, ходы сообщения, места для средства связи и тому подобное.

## Назначение и организация опорного пункта
Опорный пункт является одним из элементов позиции формирования, перешедшего к обороне. Практическое назначение опорного пункта в том что он является резервной позицией формирования на случай прорыва противником оборонительной линии, либо обхвата противником с флангов и последующим вынужденным переходом к круговой обороне.
При организации обороны командир формирования (взвод, рота, батальон) выделяет одно из подразделений в резерв (во взводе — отделение, в роте — взвод, в батальоне — рота). Остальные формирования занимаются обустройством оборонительной линии со стороны ожидаемого наступления противника. К примеру при занятии обороны мотострелковой ротой два мотострелковых взвода выделяются на создание оборонительной линии, один взвод вместе с управлением роты производит оборудование опорного пункта в тылу позиций роты.
В обустройство опорного пункта входят следующие мероприятия:
- рассредоточение по секторам. Распределение резервного формирования по участкам ответственности;
- инженерное обустройство опорного пункта (отрывка окопов, капониров для техники, соединительных траншей, возведение огневых точек);
- создание резерва боеприпасов и оборудование позиций для приданных огневых средств усиления;
- организация боевого охранения со стороны тыла.

При смене оборонительной позиции (контрнаступление, отступление) вместе с перемещением оборонительной линии формирования, смещается и обустраивается на новом месте и Опорный пункт.
При построении обороны происходит эшелонирование боевых порядков обороны, когда за опорными пунктами взводов находится опорный пункт роты и далее опорный пункт батальона. Так к примеру поступают в Армии США, выделяя в резервное формирование мотопехотного батальона одну пехотную роту, которая создаёт опорный пункт, позади опорных пунктов пехотных рот.

## Типы
В зависимости от конструкции, в XVIII — XIX веках, различались следующие опорные пункты:
- сомкнутый опорный пункт позиции — редут[12]
- открытый опорный пункт позиции, так как горжа их не была защищена — люнет[12]

## Разница между опорным пунктом и заставой
Не следует путать понятие застава с термином опорный пункт.
В Истории Русской императорской армии аналогом опорного пункта для экспедиционных и пограничных войск являлась крепость либо линейный батальон, то есть формирование обладающее достаточной численностью и оснащённое фортификационными сооружениями, которое может послужить опорой для разворачивания дополнительных сил при обороне и наступлении.
Функциональное назначение заставы в тот период, соответствует современному назначению — временное или постоянное формирование для сторожевого (походного) охранения (сторожевая застава или походная застава), либо охраны границы (пограничная застава). В ходе ведения боевых действий застава (пограничная или сторожевая) может использоваться как опорный пункт лишь для небольших формирований уровня роты.
Походная застава в принципе не может быть опорным пунктом — потому что является дозорным сторожевым подразделением, аналогом которого в Русской императорской армии являлся термин аванпост.